# Anambulyx elwesi
Anambulyx là một chi bướm đêm thuộc họ Sphingidae, chỉ gồm một loài Anambulyx elwesi, được tìm thấy ở miền bắc Pakistan, miền bắc Ấn Độ, Nepal, tây nam Trung Quốc, miền bắc Thái Lan và miền bắc Việt Nam.
Sải cánh dài khoảng 100 mm. Nó giống với Callambulyx rubricosa rubricosa.s
Con trưởng thành bay từ tháng 5 đến tháng 7 ở Thái Lan.